# Uttigen
Uttigen ist eine Einwohnergemeinde im Schweizer Kanton Bern. Sie gehört zum Verwaltungskreis Thun. Am 1. Januar 2014 wurde die ehemalige Gemeinde Kienersrüti in die Gemeinde Uttigen eingegliedert.

## Geographie
Uttigen liegt auf 544 m ü. M., 6 km nordwestlich der Stadt Thun (Luftlinie). Das Dorf erstreckt sich beidseits des Glütschbachs am westlichen Rand des Aaretals, am Fuss des Hubels, eines südlichen Ausläufers des Belpberges, an der Grenze zum Berner Oberland.
Die Fläche des 3,1 km² grossen Gemeindegebiets umfasst einen Abschnitt der breiten Aaresenke zwischen Bern und Thun. Die östliche Grenze bildet die kanalisierte und begradigte Aare, die hier von einem Waldgürtel flankiert wird. Nach Westen erstreckt sich der Gemeindeboden über die flache Talaue mit dem Waldgebiet Obere Au und die Landwirtschaftsflächen beidseits des Glütschbachs bis auf die angrenzenden Höhen. Auf dem bewaldeten Hubel wird mit 606 m ü. M. die höchste Erhebung von Uttigen erreicht. Nach Norden reicht der Gemeindebann auf das Plateau, das den südöstlichen Ausläufer des Belpberges darstellt und vom eiszeitlichen Aargletscher überformt wurde. Dieses Plateau fällt gegen Osten steil zur Aare ab, welche mit ihrer Erosionskraft die Nagelfluhfelsen am Prallhang herausmodelliert hat. Von der Gemeindefläche entfielen 2009 15,1 % auf Siedlungen, 28,6 % auf Wald und Gehölze und 54,5 % auf Landwirtschaft, 1,9 % war unproduktives Land.
Zu Uttigen gehören verschiedene Einzelhöfe. Nachbargemeinden von Uttigen sind Kiesen, Heimberg, Uetendorf, Kirchdorf (BE) und Jaberg.

## Geschichte

Luftbild von Werner Friedli (1952)

Die erste urkundliche Erwähnung des Ortes erfolgte bereits im Jahr 894 unter dem Namen Utingun. Später erschienen die Bezeichnungen Utingen (1259), Uttingen (1295) und Utthingen (1300). Die Etymologie des Ortsnamens ist nicht eindeutig geklärt. Einige Quellen leiten den Ortsnamen aus dem Keltischen ab (Bedeutung: fruchtbarer Ort), andere führen ihn auf den althochdeutschen Personennamen Uto oder Utto zurück.
Im Mittelalter befand sich auf dem Plateau am westlichen Rand des Aaretals ein Burgplatz, über dessen Entstehung kaum etwas bekannt ist. Der fast quadratische Platz hatte eine Ausdehnung von rund 1400 m² und wurde in den Urkunden des 13. und 14. Jahrhunderts oft als Stadt und Veste Uttigen bezeichnet. Schriftlich belegt als Besitzer sind seit 1271 die Edlen von Wädenswil. Noch im 13. Jahrhundert traten die Freiherren von Kramburg an ihre Stelle, welche Uttigen zu ihrem Stammsitz machten. Nach dem Erlöschen des Geschlechts der Kramburger erfuhr das Dorf verschiedene Besitzerwechsel, bevor es im 15. Jahrhundert in den Besitz des Spitals Thun gelangte. Seit dem 10. Jahrhundert besass Uttigen ein Gotteshaus, das jedoch 1536 einem Brand zum Opfer fiel. In der Folge wurde keine neue Kirche erbaut, weil sich die Gemeinde den Bau nicht leisten konnte. Das Dorf schloss sich deshalb der Kirchgemeinde Kirchdorf an, zu der es noch heute gehört.
Unter Berner Oberherrschaft unterstand Uttigen dem Landgericht Seftigen. Nach dem Zusammenbruch des Ancien Régime (1798) gehörte das Dorf während der Helvetik zum Distrikt Seftigen und ab 1803 zum Oberamt Seftigen, das mit der neuen Kantonsverfassung von 1831 den Status eines Amtsbezirks erhielt. Ab 1884 wurde die Aare auf dem Gebiet von Uttigen korrigiert und mit Hochwasserschutzdämmen versehen.

## Bevölkerung
Mit 2179 Einwohnern (Stand 31. Dezember 2023) gehört Uttigen zu den mittelgrossen Gemeinden des Kantons Bern. Im Jahr 2000 waren von den Bewohnern 96,2 % deutschsprachig, 0,7 % französischsprachig, und 0,6 % sprachen Englisch. Die Bevölkerungszahl von Uttigen belief sich 1850 auf 321 Einwohner, 1900 auf 407 Einwohner. Im Verlauf des 20. Jahrhunderts stieg die Bevölkerungszahl kontinuierlich an auf 887 Personen (1970). Seither wurde eine deutlich verstärkte Bevölkerungszunahme, verbunden mit einer Verdoppelung der Einwohnerzahl innerhalb von 30 Jahren, verzeichnet.

## Politik
Der Gemeinderat besteht aus 7 Mitgliedern. Gemeindepräsident ist Beat Fischer (SVP, Stand 2025).
Die Stimmenanteile der Parteien anlässlich der Nationalratswahl 2023 betrugen: SVP 33,2 % (−2,6 %), SP 15,3 % (+2,1 %), glp 11,5 % (+1,3 %), Mitte 8,9 % (−0,2 %), EVP 8,0 % (+0,7 %), EDU 7,5 % (+3,6 %), FDP 6,4 % (+0,1 %), GPS 6,0 % (−4,1 %).

## Wirtschaft
Uttigen war bis in die zweite Hälfte des 20. Jahrhunderts ein vorwiegend durch die Landwirtschaft geprägtes Dorf. Noch heute haben der Ackerbau sowie die Milchwirtschaft, die Viehzucht und die Forstwirtschaft einen gewissen Stellenwert in der Erwerbsstruktur der Bevölkerung. Zahlreiche weitere Arbeitsplätze sind im lokalen Kleingewerbe und im Dienstleistungssektor vorhanden. In Uttigen sind heute Betriebe des Baugewerbes, der Informatik, der Elektrobranche, des Metallbaus vertreten, es gibt ein Kieswerk und mechanische Werkstätten. In den letzten Jahrzehnten hat sich das Dorf zu einer Wohngemeinde entwickelt. Viele Erwerbstätige sind deshalb Wegpendler, die hauptsächlich im Raum Thun, teilweise auch in der Agglomeration Bern arbeiten.

## Verkehr
Die Gemeinde ist verkehrstechnisch recht gut erschlossen. Sie liegt an einer Verbindungsstrasse von Thun nach Kirchdorf (BE). Der nächste Anschluss an die Autobahn A6 (Bern–Thun) befindet sich rund 3 km vom Ortskern entfernt. Am 1. Juli 1859 wurde die Eisenbahnlinie von Bern nach Thun mit einem Bahnhof in Uttigen in Betrieb genommen, heute fahren die Züge nach Thun bzw. nach Bern je im Halbstundentakt.

## Abwasser
Zur Reinigung des Abwassers wurde die Gemeinde an die ARA Thunersee in der Uetendorfer Allmend angeschlossen.

## Sehenswürdigkeiten
Vom ehemaligen Burgplatz und der Ruine sind nur noch wenige Reste sichtbar. Das Gelände befindet sich in Privatbesitz. Im alten Ortskern sind einige stattliche Bauernhäuser aus dem 18. und 19. Jahrhundert im Berner Stil erhalten. Wahrzeichen von Uttigen ist das ehemalige (alte) Schulhaus, das an der Stelle der mittelalterlichen Kirche, auch aus Steinen, die aus der Burgruine stammen, erbaut wurde und einen kirchenähnlichen Glockenturm mit Uhr besitzt. Das Uttiggut war u. a. im Besitz von Vincenz Frisching (1727–1790).

## Sport
Bekannt ist der Ort u. a. auch für seinen Rollhockeyclub, den RSC Uttigen, welcher in den Jahren 1999, 2000, 2002, 2003 und 2004 den Titel des Schweizer Meisters in der Nationalliga A gewinnen konnte. Ferner standen die Rollhockeyaner bereits achtmal im Cupfinal, doch gingen alle Finalspiele meistens knapp verloren.